# Mario Cuba
Mario Cuba Rodríguez (9 de diciembre de 1992) es un deportista peruano que compitió en bádminton. Ganó una medalla de bronce en los Juegos Panamericanos de 2015, en la prueba de dobles mixto.

## Palmarés internacional
| Juegos Panamericanos | Juegos Panamericanos | Juegos Panamericanos | Juegos Panamericanos |
| Año                  | Lugar                | Medalla              | Prueba               |
| -------------------- | -------------------- | -------------------- | -------------------- |
| 2015                 | Toronto (Canadá)     | Medalla de bronce    | Dobles mixto         |